# Grand Prix schansspringen 2010
De Grand Prix schansspringen 2010 ging op 7 augustus 2010 van start in het Duitse Hinterzarten en eindigde op 3 oktober in het Duitse Klingenthal. De Grand Prix bestond dit seizoen uit negen individuele wedstrijden en één wedstrijd voor landenteams. De Japanner Daiki Ito wist dit seizoen de Grand Prix op zijn naam te schrijven.

## Uitslagen en standen

### Kalender
| Datum                           | Plaats                          | Schans                          | Opmerking                       | Eerste                                                      | Tweede                                                                      | Derde                                                                  |
| ------------------------------- | ------------------------------- | ------------------------------- | ------------------------------- | ----------------------------------------------------------- | --------------------------------------------------------------------------- | ---------------------------------------------------------------------- |
| 7/8/2010                        | Hinterzarten                    | HS108                           | Team Avond                      | Polen Maciej Kot Krzysztof Miętus Dawid Kubacki Adam Małysz | Noorwegen Bjørn Einar Romøren Johan Remen Evensen Anders Jacobsen Tom Hilde | Duitsland Michael Neumayer Andreas Wank Severin Freund Michael Uhrmann |
| 4-Nations-Grand-Prix:           |                                 |                                 |                                 |                                                             |                                                                             |                                                                        |
| 8/8/2010                        | Hinterzarten                    | HS108                           |                                 | Adam Małysz                                                 | Thomas Morgenstern                                                          | Kalle Keituri                                                          |
| 13/8/2010                       | Courchevel                      | HS132                           | Avond                           | Daiki Ito                                                   | Thomas Morgenstern David Zauner                                             |                                                                        |
| 15/8/2010                       | Einsiedeln                      | HS117                           |                                 | Daiki Ito                                                   | Adam Małysz                                                                 | Maciej Kot                                                             |
| Eindstand 4-Nations-Grand-Prix: | Eindstand 4-Nations-Grand-Prix: | Eindstand 4-Nations-Grand-Prix: | Eindstand 4-Nations-Grand-Prix: | Adam Małysz                                                 | Thomas Morgenstern                                                          | Daiki Ito                                                              |
| 20/8/2010                       | Wisła                           | HS134                           | Avond                           | Adam Małysz                                                 | Kamil Stoch                                                                 | Daiki Ito                                                              |
| 21/8/2010                       | Wisła                           | HS134                           | Avond                           | Kamil Stoch                                                 | Daiki Ito                                                                   | Tom Hilde                                                              |
| 28/8/2010                       | Hakuba                          | HS131                           | Avond                           | Daiki Ito                                                   | Dawid Kubacki                                                               | Kamil Stoch                                                            |
| 29/8/2010                       | Hakuba                          | HS131                           | Avond                           | Kamil Stoch                                                 | Dawid Kubacki                                                               | Fumihisa Yumoto                                                        |
| 1/10/2010                       | Liberec                         | HS140                           | Avond                           | Adam Małysz                                                 | Tom Hilde                                                                   | Kamil Stoch                                                            |
| 3/10/2010                       | Klingenthal                     | HS140                           |                                 | Kamil Stoch                                                 | Thomas Morgenstern                                                          | Gregor Schlierenzauer                                                  |

### Eindstand
| #      | Atleet             | Land | Punten |
| ------ | ------------------ | ---- | ------ |
| Goud   | Daiki Ito          | JPN  | 530    |
| Zilver | Kamil Stoch        | POL  | 500    |
| Brons  | Adam Małysz        | POL  | 480    |
| 4      | Thomas Morgenstern | AUT  | 383    |
| 5      | Dawid Kubacki      | POL  | 348    |
| 6      | Tom Hilde          | NOR  | 284    |
| 7      | Severin Freund     | GER  | 230    |
| 8      | Kalle Keituri      | FIN  | 182    |
| 9      | David Zauner       | AUT  | 176    |
| 10     | Pavel Karelin      | RUS  | 168    |

| #      | Land        | Punten |
| ------ | ----------- | ------ |
| Goud   | Polen       | 2173   |
| Zilver | Japan       | 1351   |
| Brons  | Oostenrijk  | 997    |
| 4      | Noorwegen   | 910    |
| 5      | Duitsland   | 812    |
| 6      | Finland     | 677    |
| 7      | Tsjechië    | 417    |
| 8      | Rusland     | 334    |
| 9      | Slovenië    | 226    |
| 10     | Zwitserland | 139    |